# Sven Ilgner
Sven Ilgner (* 12. November 1979 in Schweinfurt) ist ein deutscher Kulturmanager, Moderator, Autor und Filmemacher.

## Leben
Nach Auslandsaufenthalt in London, Studium der Filmwissenschaft und Politikwissenschaft an der Ruhr-Universität Bochum gewann er 2002 mit seinem ersten Dokumentarfilm Elchfallen mehrere Filmpreise, unter anderem den Deutschen Jugendfilmpreis. Der Film erzählt vom Tod seines Vaters. Nach einem Filmstudium an der Kunsthochschule für Medien Köln war er tätig als Regisseur, Autor und Filmproduzent.
Von 2012 bis 2016 war er Filmförderreferent der Film- und Medienstiftung NRW, sowie Absolvent des Eurodoc Programms für European Documentary Production. 2011 entwickelte er das Deutsche Dokumentarfilmarchiv protokult.de der Duisburger Filmwoche. Von 2018 bis 2019 war er Geschäftsführer des Filmbüro Nordrhein-Westfalen.
2017 bis 2020 leitete er gemeinsam mit Michael Wiedemann das Kinofest Lünen. Für das 43. Filmfestival Max Ophüls Preis 2022 war er Programmchef. Sven Ilgner ist außerdem regelmäßig tätig als Kurator und Moderator für Edimotion - Festival für Filmschnitt und Montage, das Film Festival Cologne, das Filmforum NRW im Museum Ludwig und das Filmfestival Max Ophüls Preis.
2024 erschien sein erster Roman Tourist Menu. 

## Veröffentlichungen
- Tourist Menu. BoD Verlag, Norderstedt 2024, ISBN 978-3-7597-2351-2

## Filmographie (Auswahl)

### Regie/Drehbuch
- 2002: Elchfallen (Dokumentarfilm)
- 2006: Erste Gäste (Kurzfilm)
- 2007: My Documents (Dokumentarfilm)
- 2007: Doppelzimmer (Co-Autor)
- 2008: Hong Kong (Kurzfilm)
- 2009: 25 motivi per imparare L'italiano (Webserie)

### Förderconsultant
- 2014: A Blast – Ausbruch
- 2014: Ruined Heart – another lovestory between a criminal and a whore
- 2014: Nowitzki. Der perfekte Wurf
- 2015: Censored Voices (Dokumentarfilm)
- 2015: La Buena Vida – Das gute Leben (Dokumentarfilm)
- 2015: 10 Milliarden - Wie werden wir alle satt? (Dokumentarfilm)
- 2016: Happy (Dokumentarfilm) von Carolin Genreith